# Sybra fuscobiplagiata
Sybra fuscobiplagiata es una especie de escarabajo del género Sybra, familia Cerambycidae. Fue descrita científicamente por Breuning en 1939.
Habita en China, Hawái, Indonesia (Java, Célebes), Laos, Malasia, Birmania, Filipinas, Taiwán y Tailandia. Mide 6-11 mm. El período de vuelo de esta especie ocurre en todos los meses del año.